# Diego Bautista Ferrer
Diego Bautista Ferrer (Santa Rosa, Provincia de Barcelona, Venezuela, 25 de diciembre de 1846-Caracas, Venezuela, 22 de agosto de 1910) fue un militar y político. Fue ministro de Guerra y Marina y Canciller durante la dictadura de Cipriano Castro.

## Primeros años
Fue hijo de Genaro Miguel Ferrer y María Concepción Gimón. Se trasladó a Maturín a temprana edad y se casó con Doña Dolores Graü y Guzmán. Al estallar la Guerra Federal Ferrer se enrola en las filas federalistas siendo 13 años de edad, bajo las órdenes del general José Eusebio Acosta.

## Liberalismo Amarillo
Fue uno de los jefes del Liberalismo Amarillo. Durante el Guzmanato desempeño diversos cargos con durante el censo venezolano de 1873 cuando fue nombrado comisario del primer censo general de población en Maturín. En junio de 1874 fue fiscal de Instrucción Primaria. Fue diputado por el distrito Sotillo y vicepresidente de la Asamblea Legislativa del Estado Maturín en 1875. Ese mismo año se vuelve presidente de dicho estado.
Durante el gobierno del presidente Raimundo Andueza Palacio es designado comandante de armas del estado Lara en mayo de 1890 hasta 1891. En 1892 apoya la Revolución Legalista de Joaquín Crespo y como jefe de operaciones de la sección Trujillo del Estado Los Andes, rechaza en el sitio de Mocotí a las fuerzas de los generales Leopoldo Baptista y Juan Bautista Araujo. Ferrer quedó inválido de un brazo, herido en la mano derecha por un machetazo.
En abril de 1895 se desempeña como administrador de la aduana de Caño Colorado, es nombrado comandante de armas del Estado Los Andes en septiembre del mismo año y después comandante de armas del estado Carabobo en agosto de 1897. Posteriormente es encargado por el presidente Ignacio Andrade, de la Quinta Circunscripción militar correspondiente al Estado Bolívar en febrero de 1898. Participa en la campaña contra la Revolución de Queipa del general José Manuel Hernández. Fue senador por el estado Sucre en febrero de 1899 y ministro de Guerra y Marina.

### Batalla del Tocuyito

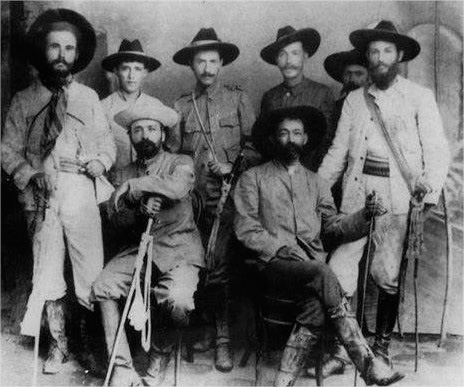
Cipriano Castro y Juan Vicente Gómez después de la Batalla de Tocuyito.

Tras el estallido de la Revolución Liberal Restauradora Diego Bautista Ferrer concentró las fuerzas del gobierno en Valencia. El 12 de septiembre Cipriano Castro vence en la Batalla de Tocuyito con 2000 tropas a 4000 plazas gubernamentales comandadas por Diego Bautista Ferrer, quien pierde 2000 hombres intentando asaltar las posiciones enemigas. Ferrer y sus tropas se retiran a Valencia, allí los presos de la ciudad escaparon y desarmaron a Ferrer y lo quisieron obligar a dar vivas a la revolución, sin embargo se negó y grito "¡Viva el Gobierno!".  Sin embargo Ferrer termina por unirse a la Revolución poco después.

## Hegemonía Andina
Durante la dictadura de Cipriano Castro desempeña diversos cargos como Jefe civil y militar de Maturín en febrero de 1900. Tras la muerte del líder zuliano Juan Francisco Castillo el 4 de noviembre de 1900 el presidente Cipriano Castro designa a Diego Bautista Ferrer como presidente provisional del estado Zulia ejerciendo sus funciones a partir del 5 de diciembre de 1900. Los problemas de salud lo obligaron trasladarse a Caracas, por lo que le deja el cargo a Renato Serrano.
Es senador por Maturín en febrero de 1902 desde dónde se vuelve primer vicepresidente del Senado. Es nombrado ministro de Relaciones Exteriores y después comandante de la división Táchira. En el marco de la Revolución Libertadora participa como jefe de Estado Mayor, en la batalla de La Victoria. Después fue presidente del estado Miranda en abril de 1903, senador por Maturín al año siguiente, presidente provisional en mayo y comandante de armas del estado Falcón en enero de 1905.
El 17 de enero de 1905 es nombrado ministro de Fomento, cargo que desempeñó hasta el 10 de abril de 1906, ejerciendo entremedias el cargo de senador por el Estado Mérida en febrero de 1905 .Durante casi 15 meses de gestiones en la cartera de Fomento Ferrer promovió la construcción de La Academia Militar de Caracas, el Teatro Nacional de Venezuela y una nueva sede de la Gobernación de Caracas. Ejerce el cargo de ministro de Guerra y Marina entre mayo de 1906 y agosto de 1907 y diciembre de 1908. Tras el Golpe de Estado en Venezuela de 1908 es nombrado presidente provisional del estado Lara, presidente de la Cámara del Senado y senador por el estado Miranda. Fue vocal Suplente del Consejo de Gobierno por la Cuarta Agrupación y Mason Grado 33. Tras su muerte en 1910 Juan Vicente Gómez lo calificó de "antiguo y benemérito servidor de la República” y en cuyo homenaje ordenó guardar duelo nacional por tres días.